# Şoray Uzun
Pour les articles homonymes, voir Uzun.
Şoray Uzun, né en 1967 à Razgrad en Bulgarie, est un comédien, scénariste et présentateur de télévision turc.
Après une première carrière comme acteur et scénariste au cinéma, il se tourne vers la télévision où il devient rapidement populaire. 
Il présente également des jeux télévisés, tels Cevap Soruda en 2013 et 7 de 7 en 2014.

## Cinéma
- 1987 : Belene
- 1992 : Denize Hançer Düştü
- 1994 : Geçmişin İzleri
- 1994 : Kaygısızlar
- 1995 : Bizim Ev
- 1995 : Evdekiler
- 1997 : Baskül Ailesi
- 1998 : Ruhsar
- 1998 : Cumhuriyet
- 1999 : Köstebek
- 2012 : Seksenler

## Jeux télévisés
- 2014 : 7 de 7, version turque de Quizz ou Buzz
- 2013 : Cevap Soruda
- Depuis 2005 : Şoray Uzun Yolda